# Русіборек
Русіборек (пол. Rusiborek) — село в Польщі, у гміні Доміново Сьредського повіту Великопольського воєводства. Населення — 72 особи (2011).
У 1975—1998 роках село належало до Познанського воєводства.

## Демографія
Демографічна структура станом на 31 березня 2011 року:
|          | Загалом | Допрацездатний вік | Працездатний вік | Постпрацездатний вік |
| -------- | ------- | ------------------ | ---------------- | -------------------- |
| Чоловіки | 40      | 8                  | 28               | 4                    |
| Жінки    | 32      | 9                  | 18               | 5                    |
| Разом    | 72      | 17                 | 46               | 9                    |